# 圣玛龙堂 (罗马)

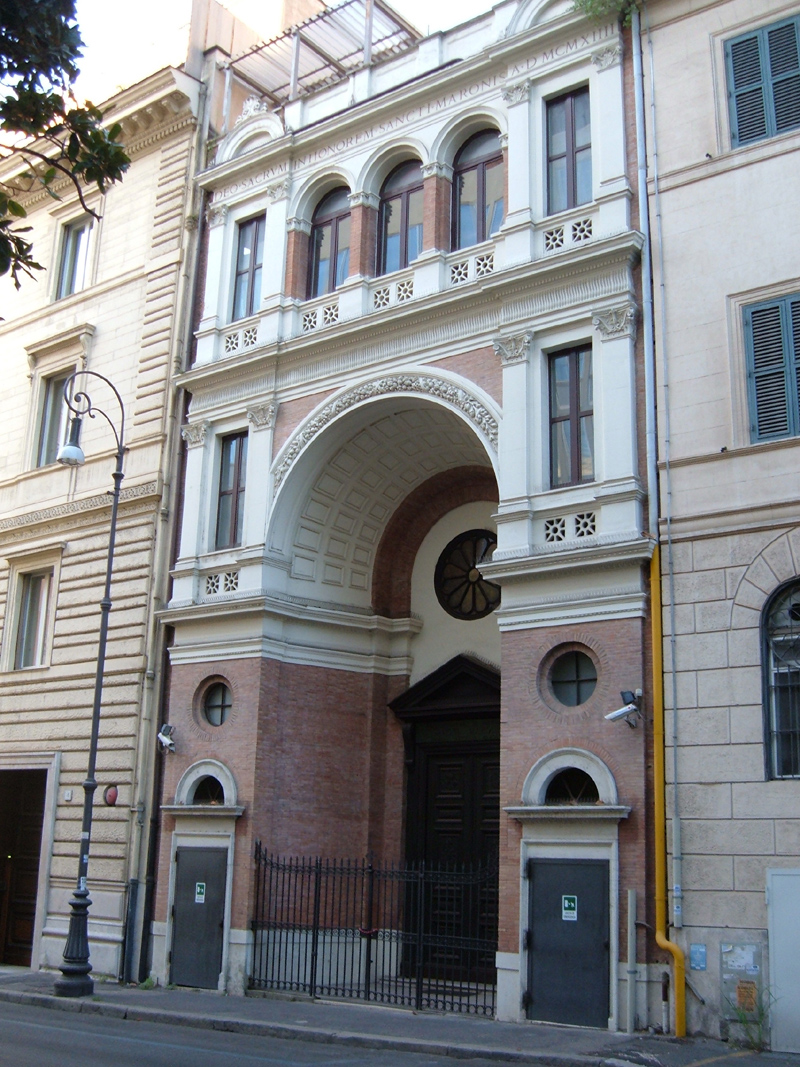
圣玛龙堂

圣玛龙堂（San Marone）是意大利罗马的一座教堂，位于卢多维西区，供奉创建马龙尼礼教会的5世纪叙利亚隱修士圣玛龙。它是黎巴嫩在罗马的国家教堂，使用安提阿礼和阿拉伯语。该堂建于1890年。